# 세븐&아이 홀딩스

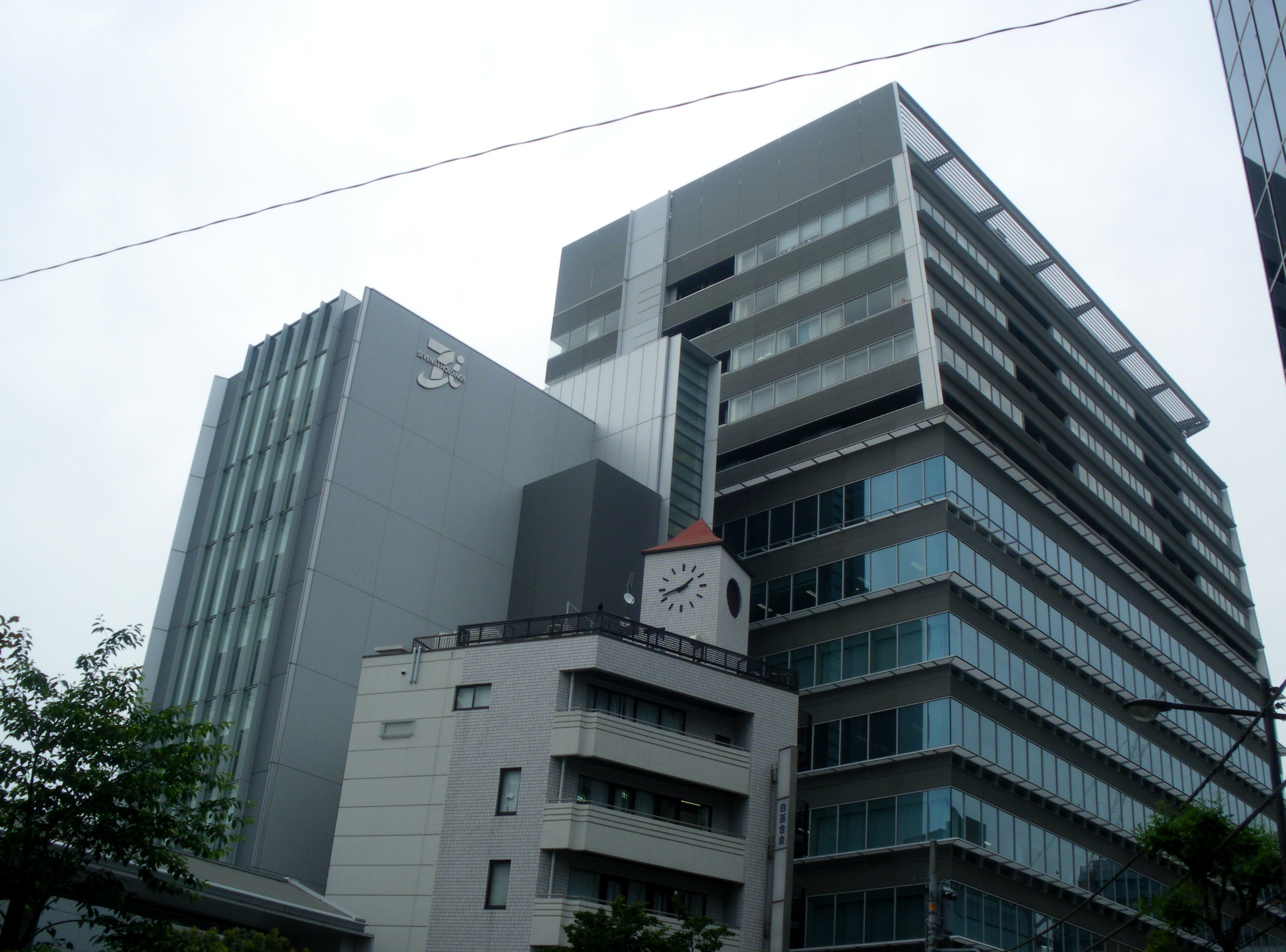
세븐&아이 홀딩스 본사 사옥

주식회사 세븐&아이 홀딩스(영어: Seven & I Holdings Co., 일본어: 株式会社セブン&アイ・ホールディングス)는 미국의 세븐일레븐 편의점 체인점을 소유하고 있는 일본의 물류 및 유통 산업 관련 기업이다. 글로벌 500개의 기업 안에 소속되어 있다.
일본 최대의 편의점 체인인 세븐 일레븐 재팬, 종합 슈퍼마켓 이토요카도, 소고와 세이부 백화점을 운영하는 소고·세이부, 도호쿠 지방의 슈퍼마켓 브랜드 요쿠베니마루, 대한민국에서는 코리아세븐을 통해서 세븐 일레븐과 바이더웨이 등을 소유하고 있다. 지주 회사로 발돋움하기 전 이름은 '아이와이 그룹' (IY Group)라고 불렀다. 일본 내에서는 오키나와현을 제외한 전국에 점포를 두고 있다.